# Les Bons Enfants
Les Bons Enfants est un roman de la comtesse de Ségur paru en 1862.

## Résumé
Les Bons Enfants raconte l'histoire de Sophie, qui, avec ses deux frères Léonce et Arthur, ont des idées qui tournent toujours à la catastrophe. Malgré cela, leurs cousins sont avec eux pour passer les vacances à la campagne en se racontant des histoires plus drôles les unes que les autres.

## Lien avec d'autres œuvres
Les héros des Bons Enfants croisent Innocent et Simplicie, les deux héros des Deux Nigauds, le livre suivant de la comtesse de Ségur. La scène annonce qu'ils se recroiseront à Paris